# Minna Stess
Minna Stess (nacida el 4 de abril de 2006) es una skater profesional estadounidense y miembro del equipo nacional de monopatinaje de Estados Unidos. Ganó una medalla de bronce en el Campeonato Mundial de Monopatinaje de 2023. Representó a los Estados Unidos en los Juegos Olímpicos de París 2024 en el evento de parque femenino.

## Primeros años de vida
Stess es hija Andrew Stess y Moniz Franco, tiene un hermano, Finnley, y es judía. Su padre es consultor en la industria musical y gestiona su carrera. Nació en Petaluma, California, y para la escuela secundaria asiste a la Valley Oaks Independent Study School de Petaluma.

## Carrera

### Primeros años
Stess empezó a andar en patineta a los dos años. En 2013, a los ocho años, se convirtió en la primera niña en ganar la Liga de Skateboard Amateur de California. En 2014, durante el Campeonato King of Groms, se convirtió en la primera patinadora femenina en competir en las tres finales de skate (street, mini ramp y bowl), y fue la primera chica en ganar la competición de mini ramp. Sus padres construyeron un parque de patinaje de hormigón en el patio trasero de su casa para sus hijos. Se convirtió en profesional a los 11 años.
En enero de 2019, Stess se rompió y dislocó el codo, lo que requirió tres cirugías y varios meses de recuperación.
En 2019, Stess fue nombrado miembro del Equipo Nacional de Monopatinaje de Estados Unidos. Hizo su debut en los X Games en agosto de 2019 a los 13 años, y fue una de las competidoras más jóvenes de la competencia. En julio de 2021, fue nombrada suplente de Estados Unidos en los Juegos Olímpicos de Tokio 2020.

### 2021-presente; campeona de EE. UU., medalla de bronce en el campeonato mundial
Stess ganó una medalla de oro en el Campeonato Nacional de EE. UU. de 2021 en la competencia de parque, convirtiéndose en la campeona más joven en el evento a los 15 años y dos meses.
En octubre de 2022, a los 16 años, Stess compitió en la división de parque femenino del STU Open en Río de Janeiro, Brasil, donde terminó en tercer lugar, detrás de Sky Brown y Sakura Yosozumi. Compitió en el Campeonato Mundial de Monopatinaje de 2022 en Sharjah, en los Emiratos Árabes Unidos, que se pospuso hasta febrero de 2023, y terminó en el séptimo lugar.
En octubre de 2023, ganó una medalla de bronce en el evento de parque en el Campeonato Mundial de Skateboarding de 2023 en Roma, Italia, con una puntuación de 90,80. Stess se convirtió en la primera estadounidense en ganar una medalla en el evento femenino desde que el evento pasó a conocerse como el Campeonato Mundial de Skateboarding en 2018.
Con su resultado en la Serie Clasificatoria Olímpica de 2024, Stess se clasificó para representar a los Estados Unidos en los Juegos Olímpicos de Verano de 2024.

### Juegos Olímpicos de París 2024
Stess representó a los Estados Unidos en los Juegos Olímpicos de París de 2024 en el parque femenino de la Plaza de la Concordia a los 18 años de edad. Obtuvo una puntuación de 54,71 en las preliminares y no avanzó a la final.